# Venom: The Last Dance

Logo des Films Venom: The Last Dance

Venom: The Last Dance ist ein US-amerikanischer Actionfilm von Regisseurin Kelly Marcel. Es handelt sich um die Fortsetzung zu Venom: Let There Be Carnage (2021) und den fünften Film innerhalb Sony’s Spider-Man Universe, in dem Tom Hardy erneut die Titelrolle des Antihelden Venom verkörpert.

## Handlung
Eddie Brock und der Venom-Symbiont sitzen betrunken in einer Bar in Mexiko, immer noch auf der Flucht nach ihrem jüngsten Kampf mit Carnage. Der Mord an Patrick Mulligan macht international Schlagzeilen, und Eddie wird zum Hauptverdächtigen erklärt, was ihn dazu zwingt, sich nach New York City aufzumachen und zu versuchen, seinen Namen reinzuwaschen. Ohne dass es einer der beiden weiß, hat eine als Xenophage bekannte, hausgroße Kreatur mit einem häckslerartigen Mundwerk begonnen, Eddie und Venom zu verfolgen. Die jüngsten Ereignisse erregen die Aufmerksamkeit von General Rex Strickland. Dieser beaufsichtigt Imperium, eine Regierungsoperation auf dem Gelände der bald stillgelegten Area 51 zur Erfassung und Untersuchung anderer Symbionten, die auf die Erde gefallen sind. Mulligan, von dem sich herausstellt, dass er seine Begegnung mit Carnage überlebt hat, wird gefangen genommen, nachdem er von einem anderen Symbionten, der Stricklands Soldaten entkommen ist, für tot gehalten wurde. Er wird mit einem der vielen eingeschlossenen Symbionten verbunden und von den Imperium-Forschern Dr. Teddy Payne und Sadie Christmas befragt, um mehr über den Zweck der Symbionten auf der Erde zu erfahren, bevor Strickland den Befehl erhält, Venom zur Strecke zu bringen.
Während sie sich an der Seite eines Flugzeugs festhalten, das auf dem Weg nach New York City ist, werden Eddie und Venom von dem Xenophagen angegriffen, der sie verfolgt, und sind gezwungen, in einem Wüstenfeld zu landen. Venom erklärt Eddie, dass die Xenophagen von Knull, dem Schöpfer der Symbionten, ins Universum entsandt wurden, um einen Codex zu finden, der entsteht, wenn ein Symbiont seinen Wirt wiederbelebt. Damit kann Knull aus dem Gefängnis befreit werden, in das ihn die Symbionten vor langer Zeit eingesperrt haben. Da Venom Eddie schon einmal wiederbelebt hat, trägt er nun einen Codex in sich, den der Xenophage bis zur Erde verfolgt hat. Allerdings kann die Kreatur den Codex nur dann orten, wenn Venom seine volle Gestalt annimmt.
Nachdem er von Strickland und seinem Team in einen Hinterhalt gelockt wurde, woraufhin er ihnen und dem Xenophagen nur knapp entkam, trifft Eddie auf Martin Moon und seine Familie von reisenden Hippie- und Alien-Enthusiasten, die ihm eine Mitfahrgelegenheit nach Las Vegas auf ihrem Weg zur Area 51 anbieten. Währenddessen informiert Mulligans neuer Symbiont Strickland, Payne und Sadie über Knulls Absichten mit dem Codex, der nur zerstört werden kann, wenn entweder Eddie oder Venom sterben.
In Las Vegas treffen Eddie und Venom in einem Kasino auf Mrs. Chen, mit der Venom tanzt, bevor er wieder von dem Xenophagen überfallen wird. Stricklands Team trifft ein, trennt Venom von Eddie und bringt sie zur Area 51, wo Eddie sich mit Mulligan wiedertrifft. Sadie befreit Venom, der sich wieder mit Eddie vereint, nachdem Strickland, der die Befehlsgewalt über das Imperium-Projekt erhalten hat, ihn angeschossen hat. Die Vereinigung lockt den Xenophagen in die Basis, der Mulligan tötet. Venom lässt die anderen eingesperrten Symbionten frei, die sich mit Sadie und anderen Wirten verbinden, um den Xenophagen abzuwehren. Dieser signalisiert Knull, dass der Codex gefunden wurde. Knull schickt weitere Xenophagen durch Portale zur Erde; diese überwältigen die Symbionten. Venom erkennt, dass er sich selbst opfern muss, um den Codex zu zerstören und das Universum zu retten. Er verschmilzt mit den Xenophagen, führt sie in eine Säuredusche und verabschiedet sich von Eddie, bevor er ihn hinauswirft, während der tödlich verwundete Strickland seine Granate zündet, um sie zu vernichten. Payne verbindet sich mit einem Symbionten, um Sadie vor der Explosion zu retten, während Eddie in der brennenden Basis bewusstlos wird.
Später wacht Eddie in einem Krankenhaus auf, wo ihm ein Militär mitteilt, dass er aufgrund seiner Taten mit Venom in Area 51 begnadigt wurde, unter der Bedingung, dass er die Ereignisse geheim hält. Als Eddie in New York City ankommt, um ein neues Leben zu beginnen, betrachtet er die Freiheitsstatue und erinnert sich an Venom.
In der Mid-Credit-Szene erklärt Knull, dass das Universum nun, da Venom gefallen ist, nicht mehr vor ihm sicher ist. In der Post-Credit-Szene flieht der mexikanische Barkeeper, der am Anfang des Films von Strickland mitgenommen wurde, in Panik aus den verbrannten Überresten von Area 51, während neben einer zerbrochenen Phiole, die zuvor eine Probe des Venom-Symbionten enthielt, eine schwarze Kakerlake aus den Trümmern krabbelt.

## Produktion

### Vorproduktion
Tom Hardy verkündete im Februar 2023, dass die Vorproduktion begonnen hätte. Im April 2023 wurde bekannt, dass Juno Temple in Venom: The Last Dance mitspielen soll. Mitte Mai schloss sich Chiwetel Ejiofor der Besetzung an. Im Februar 2024 wurde Clark Backo in die Besetzung aufgenommen. Zu den weiteren Darstellern gehören Peggy Lu, Rhys Ifans, Alanna Ubach, Stephen Graham und Andy Serkis als Knull, Schöpfer der Symbioten. Für die Produktion stand ein Budget von 120 Millionen US-Dollar zur Verfügung.

### Dreharbeiten
Die Dreharbeiten begannen am 26. Juni 2023 in Los Mateos in Cartagena, Spanien sowie im Calblanque Regional Park, jedoch wurde der Dreh im Zuge des Streiks der Schauspieler-Gewerkschaft SAG-AFTRA am 14. Juli 2023 zunächst ausgesetzt. Es wird erwartet, dass weitere Aufnahmen in London entstehen werden. Als Kameramann fungiert Fabian Wagner, nachdem er bei Let There Be Carnage bereits ergänzender Kameramann gewesen war.

## Synchronisation
Die deutschsprachige Synchronisation entstand bei Iyuno Germany nach einem Dialogbuch und unter der Dialogregie von Björn Schalla.
| Rolle                        | Schauspieler     | Synchronsprecher  |
| ---------------------------- | ---------------- | ----------------- |
| Eddie Brock / Venom          | Tom Hardy        | Torben Liebrecht  |
| General Rex Strickland       | Chiwetel Ejiofor | Stefan Günther    |
| Dr. Teddy Payne              | Juno Temple      | Josephine Schmidt |
| Patrick Mulligan             | Stephen Graham   | Marcus Off        |
| Mrs. Chen                    | Peggy Lu         | Marion Musiol     |
| Martin Moon                  | Rhys Ifans       | Thomas Nero Wolff |
| Nova Moon                    | Alanna Ubach     | Diana Borgwardt   |
| Dr. Sadie Christmas / Lasher | Clark Backo      | Isabella Vinet    |
| Cpt. Forrest                 | Jared Abrahamson | Konrad Bösherz    |
| Knull                        | Andy Serkis      | Martin Keßler     |

## Veröffentlichung
Die Veröffentlichung des Films war zunächst für Oktober 2024 angekündigt
und wurde zwischenzeitlich in den Juli 2024 vorgezogen. Aufgrund von Produktionsverzögerungen im Zuge des Streiks der Schauspielergewerkschaft SAG-AFTRA wurde der US-Kinostart wieder in den November 2024 verlegt und schließlich auf den 25. Oktober 2024 datiert.
Venom: The Last Dance feierte seine Weltpremiere am 21. Oktober 2024 im Regal Times Square Theater in New York City.
In mehreren Ländern Europas und Asiens fand die Filmpremiere bereits am 23. Oktober 2024 statt.

## Rezeption
Der dritte Teil der Comic-Verfilmungen lebt zwar weiter „von der Dynamik des ungleichen Gespanns; ihre Beziehung ist jedoch mittlerweile routinierter und eingespielter“, heißt es im Filmdienst; dem verblassenden Charme der von ihrer Einfachheit profitierenden Vorgänger versucht der zerfahrene, wenn auch immer noch weitgehend unterhaltsame Film eher erfolglos mit Überbietungslogik entgegenzuwirken.